# Arida
Arida (有田市 -shi) é uma cidade japonesa localizada na província de Wakayama.
Em 2003 a cidade tinha uma população estimada em 33 073 habitantes e uma densidade populacional de 896,04 h/km². Tem uma área total de 36,91 km².
Recebeu o estatuto de cidade a 1 de Maio de 1956.